# 河套

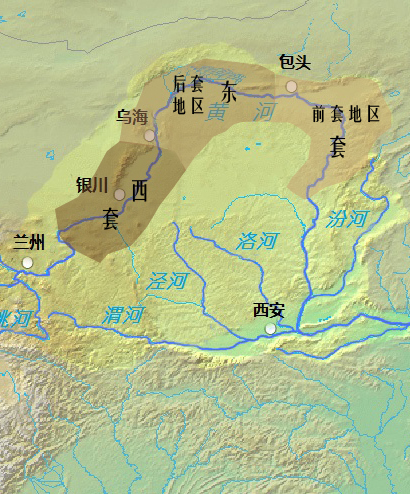
河套

河套古称河曲之地，是黄河中游位于陕甘宁盆地西/北沿的河段两岸的洪泛平原地区，西端始于宁夏中卫市沙坡头区的大沟头（黄河从陇西高原进入宁夏平原的山口），东端终于内蒙古鄂尔多斯市准格尔旗与山西忻州市河曲县交界处河湾的西口镇，整个地区大致呈“{\displaystyle \cap }”形。因土地富饶、水草丰盛、农业灌溉发达，又称河套灌区，有“黄河百害，唯富一套”的美誉。
河套以贺兰山与桌子山又分为两个地理区域——东套和西套。西套为河套在宁夏境内的部分，整体呈“丿”形，黄河大致为由西南向北的流向。以青铜峡为界分为银川平原和卫宁平原，为阿拉善高原-贺兰山和黄土高原-鄂尔多斯高原之间的黄河冲积平原。黄河水流较快，在宁夏黑山峡和青铜峡之间，自秦代以来开凿有人工灌溉河渠25条。
东套为河套在内蒙古境内的部分，整体呈“冖”形，黄河大致为由西向东的流向。东套还可细分为后套和前套——后套为磴口（巴彦高勒）与西山咀之间的巴彦淖尔平原，为阴山山脉和库布齐沙漠-毛乌素沙漠之间的平原，黄河水流极缓，散射出多条天然河流；前套为包头、呼和浩特之间的土默川平原（即敕勒川、呼和浩特平原），为大青山和毛乌素沙漠-黄土高原的平原，黄河转弯为由北向南的流向。
旧石器时期就有人定居，称为河套文化。在戰國時，漢族與匈奴進入此地。

## 地理
河套，古稱“河南地”、“河曲豐曠之野”，位於北緯37度線以北，一般指賀蘭山以东、吕梁山以西、陰山以南、長城以北之地。包括银川平原（宁夏平原）和鄂尔多斯高原、黄土高原的部分地区，今分属宁夏、内蒙古、陕西。黄河在这里先沿着贺兰山向北，再由于阴山阻挡向东，再沿着吕梁山向南，形成“几”字狀，故稱“河套”。

### 西套
西套指河套的宁夏部分，宁夏平原，又分为青铜峡至宁夏石嘴山之间的银川平原和黑山峡到青铜峡的卫宁平原。
宁夏平原东到鄂尔多斯高原，西接贺兰山，面积1.7万平方公里，是中国第六大平原。黄河流程397公里，水面宽阔，水流平缓，在贺兰山走势的引导下，形成土质肥沃的冲积平原。
秦始皇三十三年，秦蒙恬攻匈奴之战后从匈奴手中夺取宁夏平原，蒙恬在宁夏平原中北部设立浑怀障，置浑怀都尉，开始屯田戍边。汉武帝时期，迁关东之民70万户安置于宁夏平原和东套。西汉设置田官，开挖河渠用以灌溉。
北魏太平真君五年(444年)，薄骨律镇守将刁雍在“旧渠口”下游开新口，利用河中沙洲筑坝，分黄河水入河西渠道，史称艾山渠。新开渠道向北40里合旧渠，沿旧渠80里至灌区，共灌田4万余顷。开渠后3年即可向今内蒙古五原一带运送军粮60万斛。
自6世纪开始，宁夏平原便被称为“塞上江南”。唐韦蟾《送卢潘尚书之灵武》诗句：“贺兰山下果园成，塞北江南旧有名”。宁夏平原在唐代得到大规模开发，修缮并开凿了薄骨律渠、汉渠、胡渠、御史渠、百家渠、光禄渠、尚书渠、七级渠、特进渠等。朔方节度使郭子仪曾请开御史渠，灌田2000顷。元和十五年(820年)重开淤塞已久的光禄渠，灌田1000余顷。后4年开特进渠，灌田600顷。此外，回乐县南有薄骨律渠，灌田1000余顷。
自秦代起，开凿各干渠25条，宁夏平原灌区总干渠和干渠25条、总长2290公里，支渠5300多条、总长12000公里，总灌溉面积达到828万亩。

### 东套
河套的内蒙古部分的“东套”。有时“河套平原”被用于仅指东套，和银川平原并列。东套又分为巴彦高勒与西山咀之间的巴彦淖尔平原，又称“後套”，和包头、呼和浩特和喇嘛湾之间的土默川平原（即敕勒川、呼和浩特平原）的“前套”。有时东套平原也称河套—土默川平原。

## 历史

### 旧石器时代
早在旧石器时代晚期，河套地区就有人类生活，1922年德日进在萨拉乌苏发现一枚儿童上门齿。，1923年，法国古生物学家德日进和桑志华等人在水洞沟展开了为期12天的发掘，在宁夏水洞沟遗址发现大型旧石器时期遗存，共发现5个旧石器地点，通过发掘获得大量石器和少量动物化石，这些材料连同萨拉乌苏遗址发现的材料．首次证明中国有旧石器时代遗址存在。德日进等人经过研究，把这些古人类称为“河套人”，命名为河套文化。

### 新、旧石器过渡时代
宁夏青铜峡鸽子山遗址发现12700～10200年前的旧石器时期和新石器时期的过渡时期的古文化遗址，同层还揭示出一系列用火遗迹，遗迹范围内分布着密集的炭屑、灰烬和烧骨、烧石，有的遗迹显示出火塘的复杂结构，表明当时西套银川平原的人类对火和热能具备了娴熟的控制、利用能力。

### 新石器时代
在新石器時代，河套地區的居民，主要属於仰韶文化部族。

### 夏、商
在商朝時有鬼方、馬方等方國在此活動。

### 戰國、秦
戰國時代，西戎、林胡、樓煩與白羊國等居住在河套地區。秦厉公时義渠向秦国进贡，其后吞并周边部落强大起来，与秦国发生冲突（“義渠之戎筑城郭以自守，而秦稍蚕食”），秦躁公十三年（前430年）入侵秦国，军队一度抵达渭河。秦伯駟七年（前331年），義渠发生内乱，秦国以帮助平乱为名乘机出兵，義渠开始衰落。十一年（前327年）向秦国称臣，秦国建立義渠县。但是義渠新王位定之后，并不甘心臣服秦国，前往中原访问魏国，寻求共同反对秦国的机会（《战国策·義渠君之魏》。秦王駟后元七年（前318年），楚国、魏国、韩国、齐国、赵国、燕国六国合力攻秦，義渠乘机起兵，击败秦军“于李帛之下”（《史记》、《战国策》）。四年后秦国击败六国联军，回师讨伐義渠夺取其二十五城。秦武王元年（前310年），義渠乘丧谋叛，被秦军再次击败，但武王死后秦国一度内乱，義渠乘机重新崛起。秦昭王三十五年（前272年），宣太后诱杀義渠王于甘泉宫，秦国随即出兵灭義渠，在其地设置了陇西、北地、上郡三郡，并在边境开始修建长城。
战国后期，赵国的武灵王攻滅樓煩，趙國把河套的前套地區併入版图，趙國版图延伸到陰山山脈，设立了云中郡，位於土默川平原东部。後林胡被趙國李牧所滅，樓煩與白羊國被趙國统治。後來匈奴乘秦趙兩國相爭時占領河套地區，秦朝吞併六國後，派蒙恬率十万大军在前215年至前214年攻击匈奴，取得河套，迁徙三万户到那里戍边，设云中、九原两郡，在宁夏、内蒙古的黄河沿岸建富平县等四十四县、浑怀障（浑怀都尉辖）。秦二世元年（前209年），匈奴乘秦亂又侵領河套，樓煩與白羊國被匈奴冒頓單于擊敗，成為匈奴屬國，东套由匈奴右賢王管理。

### 两汉

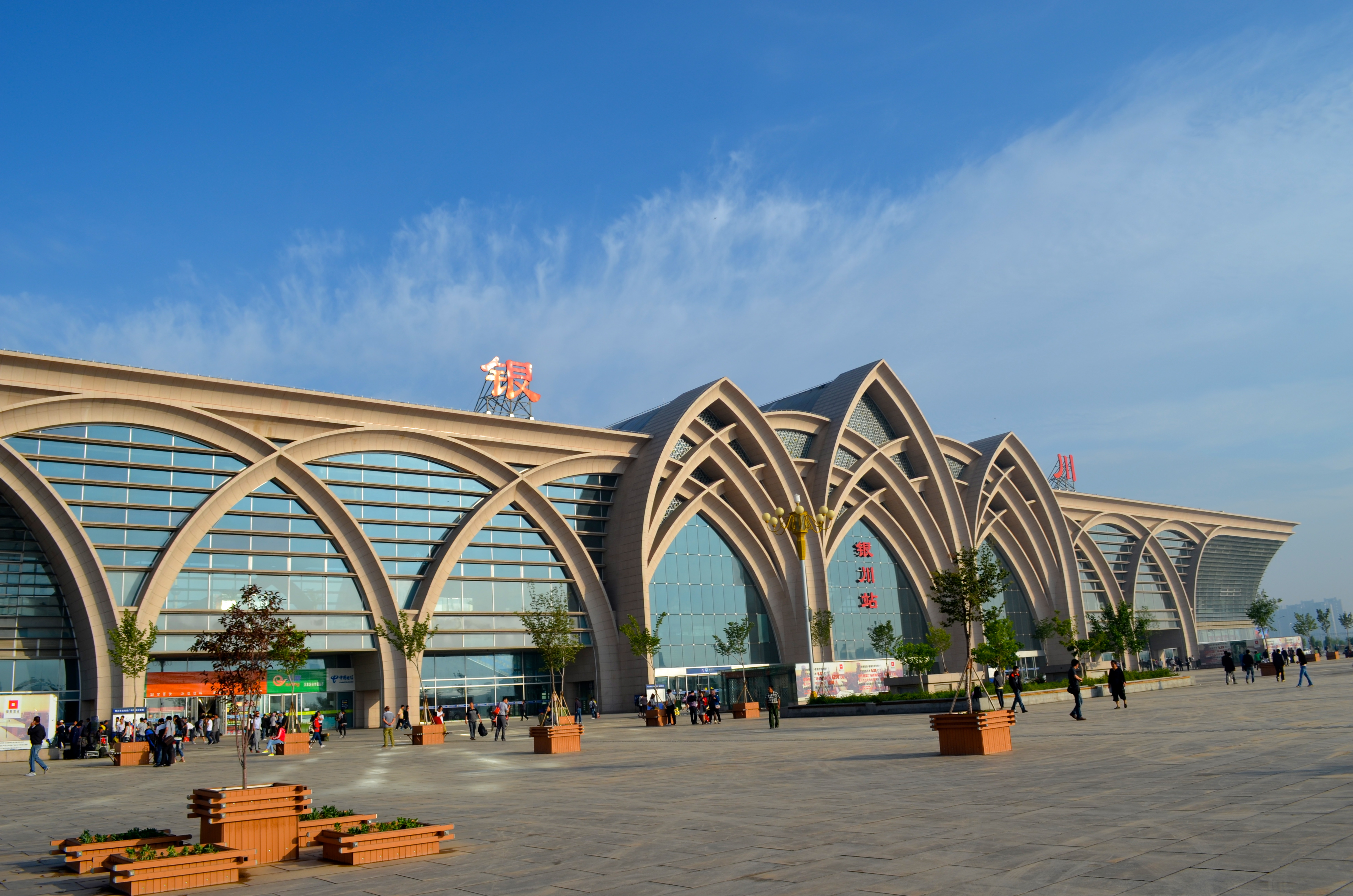
銀川火車站以河套形象設計

西汉时，前127年，汉武帝派卫青出云中击败匈奴的楼烦、白羊二王，佔領「河间」，即河套南岸地区。大臣主父偃上疏建议在河套筑城以屯田、养马，作为防禦和进攻匈奴的基地。汉武帝接受这一建议，当年即置朔方郡（今内蒙古巴彦淖尔市磴口县）和五原郡（今包头西）。前125年置西河郡（今陕西府谷西北）。河套地区还包括之前的云中郡和定襄郡，以及北地、上郡的北部。此外，移居此地的匈奴人，成為半獨立屬國，附屬於漢朝，成為漢朝的傭兵。
西汉时期将北地郡郡治移至西套地区今宁夏吴忠西，漢朝大量將漢人移民至此地，居民引黄河灌溉，当地农业迅速发展，经济繁荣。西汉设置灵州。西套宁夏平原在西汉时期一直属于中原王朝。
东汉初，东套的漢人被内迁至常山关（河北倒马关）以东。汉光武帝在位时代，归附汉朝的匈奴人被遷往在河套。之后北方八郡与其居民因羌患两次内迁，河套逐渐被羌族与南匈奴占据。魏晋时拓跋氏在河套建代国。五胡乱华时代，河套地区是华北和塞外多个胡人民族政权争夺的重地，至439年，北魏统一華北。

### 北魏、北周
北魏、北周，继续推行移民兴屯，再次得到有效开发，宁夏始称“塞北江南”。北朝和隋唐时的很长时间内这里一度被重新农垦，比如唐诗中有「贺兰山下果園成，塞北江南旧有名」的诗句。

### 隋
隋末时移民被内迁至宁州、庆（甘肃庆阳），突厥佔領东套，直到618年依附突厥的张长逊以武都、宕渠、五原等郡归附唐朝，才重新被中原王朝占领。
隋朝西套（宁夏平原）属于灵州道管辖，设置有灵州镇城大都督。

### 唐
唐朝统一战争后，梁师都政权被灭，陕西、宁夏的部分河套被唐并入。唐太宗年间，河套全境并入唐王朝，属朔方节度使管辖。中唐晚唐时朔方节度使管辖，下属有丰安军、定远军和三受降城，统称「河外五城」，另辖有天德军、振武军等。西套平原灵州朔方节度使的朔方军，有“朔方天下劲兵，灵州用武之处”之称，成为平定安史之乱的重要力量。840年，回鹘亡国后先后要求割让其地，遭唐所拒。后梁末帝时振武节度使李嗣本、天德节度使宋瑶先后被俘，古丰、胜州为辽国佔有。

### 西夏
五代末党项崛起，建立西夏，从北宋境内夺取了宁夏的西套银川平原，定都西套平原腹地兴庆府（今宁夏银川），西夏占有河套的大部分区域，在阴山设有黑山威福军司（今内蒙古乌拉特中旗），占据河套近2百年，在贺兰山附近开凿昊王渠。辽国灭亡后，东套平原为西夏与金国分别佔有。
在蒙古灭西夏之战中，西套的水利设施遭到重创，宁夏平原人口锐减，

### 元
在元朝时，蒙古人開始移民东套。
元至元元年（1264年），科学家郭守敬与唆脱颜前往西夏地区视察河渠水道，负责修复宁夏平原附近因长期战乱而破坏淤塞的渠道。他提出建滚水坝以减弱水势，在渠道引水处筑堰以提高水位，建渠首进水闸以保证渠道有充足水量，建退水闸以调节流量等技术方案，为水利工程之创新。郭守敬在水利建设中普遍采用了新的工程技术，修筑了渠、堰、陂、塘，修建了水坝和水闸（斗门）。共修复疏浚兴、灵、应理、鸣沙等四州主干渠12条、支渠68条，使宁夏平原9万余顷土地恢复了灌溉。这次修复的沿河渠道坝闸，设计精细，质量坚固，直到明代中期还在继续使用。

### 明
明代中葉，前套有韃靼、瓦剌和兀良哈等各族居住。
明朝在西套平原设立宁夏镇、中卫等卫所，和宁夏府等机构，宁夏镇为九边重镇之一。后套宁夏平原一直属于明朝陕西都指挥使司，由藩王庆王驻守。
明洪武九年，大批迁移江南等地民众于宁夏，开展军民屯垦，恢复元末战乱毁坏渠道。以巡抚都御史王珣、佥事汪文辉、河东兵备张九德等为代表的宁夏地方官吏先后疏浚11条“古之旧渠”，开凿新渠6条，扩大了后套宁夏平原的灌溉面积。
明宣宗宣德六年（1431年）工部侍郎罗汝敬向中央上书在宁夏特设河渠提举司，隶属于陕西布政司。弘治十三年（1500年），都御史、宁夏巡抚王珣“请出京帑银三万两，并借支灵州盐司课之直给其费”，新开凿靖虏渠、金积渠。明嘉靖四十一年（1562年），中卫抚军毛鹏率领文武职官带本卫丁夫三千人，开美利渠，灌田9.5万余亩。经过此番修缮护理，宁夏“稻粱蘩藻，嘉于南国”，“天下屯田积谷，宁夏最多”。

### 清
清初后套宁夏平原，宁夏府水利同知王全臣、兵部侍郎通智、宁夏府知府纽廷彩银川平原维修的旧渠有6条，卫宁平原维修的旧渠有11条。银川平原新修3条渠道，卫宁平原新修5条渠道。嘉庆年间，宁夏平原人口达到140万。
清朝末期陕西、山西的一部分人开始移民佔據河套，經王同春的開發，东套地区开始成为西北重要的农业区。
清代将后套歸為为设官治理的内属蒙古。清朝末期陕西、山西的一部分人开始佔據河套，經王同春的開發，河套地区开始成为西北最重要的农业区。

### 中华民国至今
民国时期，西套由冯玉祥、马家军统治，形成西北割据势力，宁夏平原一直是中国重要的商品粮基地。民國抗日时期，国军将领傅作义屯守於东套，兴修水利。中华人民共和国成立之後这里的农业得到了进一步的发展。

## 经济
俗语说：“黄河百害，唯富一套”、“天下黄河富宁夏”、“天下黄河富河套，富了前套富後套”。
河套地区土壤肥沃，灌溉系统发达，适合种植小麦、水稻、谷、大豆、高粱、玉米、甜菜等作物，一向是西北最主要的农业区。今天，河套地区被称为“塞外米粮川”。河套地区的畜牧业和水产业也很发达。
河套还蕴藏着煤、铁、铜、金、石墨、石棉、盐、碱、稀土等多种矿产资源。